# 83式多連装ロケット発射機
83式多連装ロケット発射機（83しきたれんそうロケットはっしゃき）は中華人民共和国が開発した多連装ロケット砲である。

## 概要
毛沢東に阻まれた中国初のロケット発射機であり、1960年末に開発が決定され、試作車が64年に完成したが文化大革命で一時中断。
中ソ国境紛争を受けて開発再開するが制式化は84年5月と実に24年に渡る開発期間となった
60ｰl式装軌牽引車をベースにした車台に4連装273mmロケット発射機を搭載している。
ロケット弾は弾体重量484kgと大型で、最大で40km飛翔する。中国初のロケット発射機であったが制式化した時点で旧式化しており、生産は1988年で打ち切られた。
83式多連装ロケット発射機の改良型として1990年にWM-80 273mm多連装ロケットシステムを開発している